# Jane Kitchel
Martha Jane Beattie Kitchel (nacida el 23 de agosto de 1945) es una miembro demócrata del senado del estado de Vermont, representando el distrito del senado de Caledonia desde enero de 2005.

## Primeros años
Kitchel nació en St. Johnsbury, Vermont, el 23 de agosto de 1945. Fue la segunda de  diez hijos de Catherine y Harold Beattie, además de tener cuatro hermanastros. Nacida en una familia agrícola de quinta generación en Vermont, creció en la granja lechera de su familia en Danville, Vermont. Además de dirigir la granja, los padres de Kitchel también participaron en la política local: su madre era miembro de la Oficina de la Granja de Vermont y un ex legislador estatal, mientras que su padre era un seleccionador local. Ella fue a la secundaria de Danville y graduó se en 1963. En 1967, Kitchel recibió su licenciatura de la universidad de Wilson. Kitchel se ofreció en varias campañas políticas demócratas en los años 60, incluyendo la campaña de Philip H. Hoff para el gobernador y la campaña presidencial de John F. Kennedy.

## Carrera
Después de graduarse de la universidad en 1967, Kitchel comenzó su carrera como trabajadora social de nivel básico en la oficina del distrito de St. Johnsbury del Departamento de Bienestar Social de Vermont. Continuó trabajando en el Departamento, supervisó seis oficinas de distrito en 1979 y fue nombrada Subcomisaria del Departamento de Bienestar Social por la Gobernadora Madeleine Kunin en 1985. En 1992, el Gobernador Howard Dean nombró a su Comisionado del Departamento de Bienestar Social, donde había estado trabajando durante 25 años.
Kitchel fue nombrada secretaria de la Agencia Vermont de Servicios Humanos, la agencia estatal más grande de Vermont, en 1992, donde sirvió hasta su jubilación en 2002. Durante su trabajo en Bienestar Social / Servicios Humanos, desempeñó un papel instrumental en la promulgación de Vermont 2- 1-1 y el programa de asistencia en efectivo Ready Up. El gobernador Howard Dean la alabó como "la fuerza motriz" detrás de las reformas de bienestar de su administración y la describió como "el arquitecto de nuestro programa universal de atención médica", refiriéndose al Dr. Dynasaur, el programa de seguro de salud financiado con fondos públicos de Vermont para niños, Kitchel propuso posteriormente ampliar la cobertura del Dr. Dynasaur a los niños de familias que representan hasta el 300 por ciento de la línea de pobreza federal, lo que se logró en octubre de 1998.
Fue elegida al Senado de Vermont en noviembre de 2004, convirtiéndose en el primer senador demócrata del condado de Caledonia en 16 años. Ella ha sido reelecta cada dos años desde, la más reciente en 2016.
Debido a su experiencia en el gobierno estatal, Kitchel fue nombrada Vicepresidenta del Comité de Apropiaciones del Senado en su primer período. Se convirtió en Presidenta del Comité de Asignaciones del Senado en 2011, y también sirve como Secretaria del Comité de Transporte del Senado. Ella también sirve en los comités de Supervisión de Reforma de la Salud y de Fiscalía Conjunta, así como en el Grupo de Tarea del Gobernador sobre el Hambre y el Grupo de Tarea de Justicia para Niños de Vermont.

## Vida personal
Está casada con Robert (Guil) Kitchel y reside en Danville. Tienen un hijo, Nathaniel. La hermana de Kitchel, Catherine "Kitty" Toll, sirve en la Cámara de Representantes de Vermont. Toll se convirtió en presidente del Comité de Asignaciones de la Cámara de Vermont en 2017, sirviendo ahora como contraparte de la Cámara de Representantes de Kitchel, que ha presidido el Comité de Asignaciones del Senado desde 2011. Kitchel trabaja activamente en su comunidad local y sirve en las juntas del Vermont Foodbank, de Bradford's Enhanced Living Inc., del Northeast Regional Community High School de Vermont y del Northeastern Vermont Area Health Education Center. También es Corporadora del Northeastern Vermont Regional Hospital.